# Amphibulus dentatus
Amphibulus dentatus là một loài tò vò trong họ Ichneumonidae.